# Daurala
Daurala è una suddivisione dell'India, classificata come nagar panchayat, di 10.684 abitanti, situata nel distretto di Meerut, nello stato federato dell'Uttar Pradesh. In base al numero di abitanti la città rientra nella classe IV (da 10.000 a 19.999 persone).

## Geografia fisica
La città è situata a 29° 7' 0 N e 77° 40' 60 E e ha un'altitudine di 222 m s.l.m..

## Società

### Evoluzione demografica
Al censimento del 2001 la popolazione di Daurala assommava a 10.684 persone, delle quali 5.729 maschi e 4.955 femmine. I bambini di età inferiore o uguale ai sei anni assommavano a 1.763, dei quali 1.050 maschi e 713 femmine. Infine, coloro che erano in grado di saper almeno leggere e scrivere erano 5.945, dei quali 3.738 maschi e 2.207 femmine.